# مركز الجيزة
مركز الجيزة كان أحد المراكز الإدارية التابعة بمحافظة الجيزة سابقًا، وقد تغيّر اسمه لاحقًا إلى مركز أبو النمرس نسبةً إلى مقره الإداري مدينة أبو النمرس. أنشئ سالف المركز باسم قسم البدرشين (ثاني جيزة) في عام 1826 وكان مقره في البدرشين، ثم نقل المقر إلى مدينة الجيزة في 1884، لكن لم يغير اسمه باسم البدرشين حتى غير إلى مركز البدرشين في 4 ديسمبر 1889 وإلى مركز الجيزة في عام 1896. نقل مقر المركز إلى أبو النمرس في عام 1979 وعدل اسمه إلى مركز أبو النمرس في عام 2010.
كان يضم المركز عدداً من المدن والقرى أهمها:
- مدينة أبو النمرس وهي المدينة المحورية بالمركز
- وحدة منيل شيحة
  - منيل شيحة
  - ترسا
- وحدة المنوات
  - قرية المنوات
  - قرية ميت قادوس
  - قرية ميت شماس
  - قرية طموه
- وحدة شبرامنت
  - شبرامنت
  - نزلة الأشطر
  - زاوية أبو مسلم
  - الحرانية
  - بني يوسف